# Moataz Eno
Moataz Ballah Mohamed Eno (ar. معتز اينو, ur. 8 sierpnia 1984 w Kairze) – egipski piłkarz grający na pozycji defensywnego pomocnika.

## Kariera klubowa
Karierę piłkarską Eno rozpoczął w kairskim klubie Zamalek Sporting Club. W 2003 roku zadebiutował w jego barwach w pierwszej lidze egipskiej. W 2004 roku osiągnął swój pierwszy sukces w karierze, gdy wywalczył mistrzostwo Egiptu. W zespole Zamaleku grał do połowy 2007 roku. Wtedy też przeszedł do Al-Ahly Kair. W latach 2008–2011 czterokrotnie z rzędu został z Al-Ahly mistrzem kraju. Następnie grał w Smouha SC, Haras El-Hodood SC i Tala’ea El-Gaish SC.

## Kariera reprezentacyjna
W reprezentacji Egiptu Eno zadebiutował 29 maja 2004 roku w wygranym 2:0 towarzyskim spotkaniu z Gabonem. W 2006 roku był w kadrze Egiptu na Puchar Narodów Afryki 2006. Wywalczył z nim mistrzostwo Afryki, jednak na tym turnieju był rezerwowym i nie rozegrał żadnego spotkania.